# David Móré
David Móré (* 13. Juni 2004 in Memmingen) ist ein deutscher Handballspieler. Der Linksaußen spielt für die Rhein-Neckar Löwen in der Bundesliga und war Jugend-/Junioren-Nationalspieler.

## Karriere

### Im Verein
David Móré kam im Alter von 9 Jahren über seinen ungarischen Vater Mihaly Móré zum Handball, der seit Ende der 90er-Jahre in verschiedenen bayrischen Vereinen auf der Rechtsaußen-Position spielte und inzwischen Handball-Trainer wurde. Bis zum ersten Jahr C-Jugend spielte David Móré für seinen Heimatverein TSV Ottobeuren. Danach erfolgte ein erster Wechsel zum TSV Niederraunau, bei dem er in seinem ersten B-Jugend-Jahr Torschützenkönig der Bayernliga mit 108 Toren in 15 Spielen wurde. Im selben Jahr wurde er auch in das All-Star Team bei der Südsichtung des DHB 2020 gewählt. Zur Saison 2020/21 erfolgte der Wechsel in das Nachwuchsleistungszentrum der Rhein-Neckar Löwen, wo der auf Anhieb mit der B-Jugend (U17) Deutscher Vizemeister wurde.
In seiner ersten A-Jugend-(U19-)Saison 2021/22 in der Jugend-Handball-Bundesliga (JBLH) gewann David Móré mit den U19-Junglöwen die Deutsche A-Jugend-Meisterschaft im Finale gegen die Füchse Berlin. Außerdem spielte er in dieser Saison auch erste Einsätze bei den Rhein-Neckar-Löwen II und gewann mit der zweiten Mannschaft den Meistertitel in der 3. Liga, Staffel F. Am 12. Februar 2022 stand Móré beim Unentschieden gegen den HC Erlangen zum ersten Mal im Bundesliga-Kader der Rhein-Neckar Löwen. Aufgrund von Verletzungen der Stammspieler spielte er die kompletten 60 Minuten durch und warf 5 Tore. Es folgten 6 weitere Bundesliga-Einsätze in dieser Saison.
In der zweiten A-Jugend-(U19-)Saison 2022/23 erreichte Móré als bester Junglöwen-Torschütze mit seiner Mannschaft erneut das Finale, in dem sie dieses Mal gegen die Füchse Berlin unterlagen. Auch in dieser Saison spielte er regelmäßig in der 3. Liga bei den Rhein-Neckar-Löwen II, absolvierte weitere sporadische Einsätze in der Bundesligamannschaft und war beim DHB-Pokalsieg mit dabei. Bei den vom Fachportal handball-world.news und vom Magazin Bock auf Handball ausgeschriebenen German Handball Awards wurde David Móré im Februar 2023 als Nachwuchshoffnung (Jahrgang 2003 und jünger) des Jahres ausgezeichnet.
Für die Saison 2023/24 bekam David Móré einen Profivertrag bei den Rhein-Neckar-Löwen. Durch eine längere Verletzung von Uwe Gensheimer wurde er in im Laufe der Saison unplanmäßig zum Stammspieler in der Bundesliga und kam mit 25,6 Stunden sogar auf die längste Einsatzzeit bei den Löwen. In der European League erreichte er mit dem Team den dritten Platz beim Final-Four Turnier in Hamburg. Aufgrund der guten Leistungen wurde sein Vertrag langfristig bis 2027 verlängert.

### In der Nationalmannschaft
In der Saison 2020/21 wurde David Móré mehrfach zu Lehrgängen der Jugend-Nationalmannschaft U16/U17 eingeladen. Bedingt durch die Corona-Pandemie dauerte es jedoch bis zum 16. Juni 2021 mit dem Debüt bei zwei Länderspielen gegen Frankreich im Rahmen des Deutsch-Französischen Jugendwerks.
Nach diesen beiden Spielen erfolgte der Wechsel in die U18-Nationalmannschaft, in der Móré in 14 Länderspielen mit 88 Toren bester deutscher Torschütze wurde. Nach dem Gewinn des Nations-Cups in Lübeck war für das deutsche Team das Highlight der Saison der Gewinn der Bronzemedaille bei der U18-Europameisterschaft in Podgorica (Montenegro). Móré wurde hier Fünfter in der Torschützenliste mit 45 Treffern und als bester Linksaußen in das All-Star Team berufen. Die U19-Weltmeisterschaft 2023 verpasste er verletzungsbedingt.
Im Oktober 2023 wurde David Móré in den Elitekader des DHB aufgenommen. Mit der U20-Nationalmannschaft erreichte er bei der Europameisterschaft 2024 in Celje (Slowenien) den vierten Platz. Móré war erneut bester Torschütze der deutschen Mannschaft in der gesamten Saison (75 Tore in 21 Spielen) und bei der EM (35 Tore in 8 Spielen). Außerdem wurde er nach 2022 zum zweiten Mal in das All-Star Team der EM berufen. Zum Abschluss der Jugend- und Juniorenzeit war er beim fünften Platz der U21-Nationalmannschaft bei der Weltmeisterschaft 2025 erneut Topscorer mit 43 Toren. Seine insgesamt 265 Tore in 57 U-Länderspielen waren auch insgesamt der Bestwert unter allen Nationalspielern des Jahrgangs 2004/2005.

## Bisherige Erfolge und Auszeichnungen
- 2020: All-Star Team bei der Südsichtung des DHB
- 2021: Deutscher Vize-Meister B-Jugend mit der U17 der Rhein-Neckar Löwen
- 2022: Deutscher Meister A-Jugend mit der U19 der Rhein-Neckar Löwen
- 2022: Meister in der 3. Liga, Staffel F, mit den Rhein-Neckar Löwen II
- 2022: Bronzemedaille U18-Europameisterschaft mit der deutschen U18-Nationalmannschaft und All-Star Team
- 2023: Nachwuchshoffnung des Jahres bei den German Handball Awards
- 2023: Deutscher Vize-Meister A-Jugend mit der U19 der Rhein-Neckar Löwen
- 2023: DHB-Pokal-Sieger mit den Rhein-Neckar Löwen
- 2024: All-Star Team bei der U20-Europameisterschaft

## Saisonbilanzen
| Saison  | Verein             | Spielklasse       | Spiele | Tore | 7-Meter | Feldtore |
| ------- | ------------------ | ----------------- | ------ | ---- | ------- | -------- |
| 2021/22 | Rhein-Neckar Löwen | Bundesliga        | 0007   | 0009 | 000     | 0009     |
| 2022/23 | Rhein-Neckar Löwen | Bundesliga        | 0006   | 0007 | 000     | 0007     |
| 2023/24 | Rhein-Neckar Löwen | Bundesliga        | 0032   | 0097 | 002     | 0095     |
| 2024/25 | Rhein-Neckar Löwen | Bundesliga        | 0033   | 0076 | 027     | 0049     |
| 2021–25 |                    | gesamt Bundesliga | 0078   | 0189 | 029     | 0160     |
| 2022/23 | Rhein-Neckar Löwen | DHB-Pokal         | 0001   | 0000 | 000     | 0000     |
| 2023/24 | Rhein-Neckar Löwen | DHB-Pokal         | 0002   | 0002 | 000     | 0002     |
| 2024/25 | Rhein-Neckar Löwen | DHB-Pokal         | 0005   | 0010 | 005     | 0005     |
| 2022–25 |                    | gesamt DHB-Pokal  | 0008   | 0012 | 005     | 0007     |

Quelle: 